# Куйбишевська залізниця

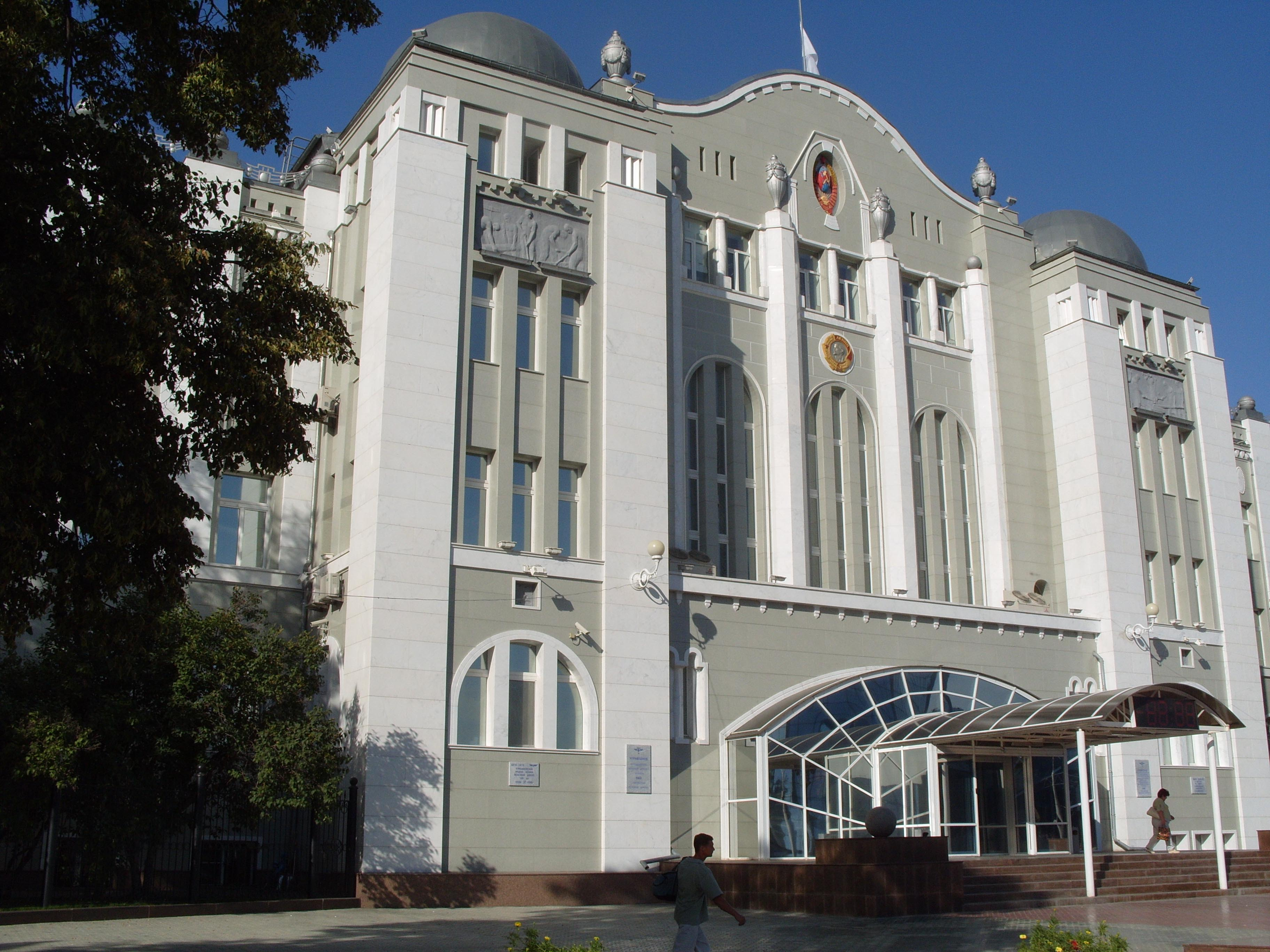
Управління Куйбишевської залізниці

Куйбишевська залізниця — філія РЖД. Залізниця утворена в 1936, з Самарсько-Златоустовської залізниці, низки дільниць Московсько-Казанської залізниці та колишньої Сизрансько-В'яземської залізниці. Названа Куйбишевською на ім'я В. В. Куйбишева у травні 1953.

## Історія
Першою залізницею у межах Куйбишевської стала Моршансько-Сизранська залізниця побудована в 1874. В 1877 залізницю було продовжено до станції Кинель, через Волгу, де було налагоджено переправу пасажирів, вантажів і багажу влітку на пароплавах, а взимку на санях по кризі. В 1880 за проектом професора М. А. Бєлелюбського для переправи через Волгу побудовано міст — найбільший в Європі і найтехнічно досконалий для того періоду. В 1888 залізниця від станції Кинель продовжена до Уфи, в 1890 до Златоуста, в 1892 до Челябінська. З'єднані дільниці утворили Самарсько-Златоустовську залізницю, управління якої було перенесено з Уфи до Самари. До складу залізниці також увійшли лінії Рузаєвка — Рязань (1884), Рузаевка — Сизрань (1898), Інза — Симбірськ (1898), Сизрань — Батраки (1900), Часовня-Пристань — Мелекесс (1902), в 1911 року лінію Часовня-Пристань — Мелекесс продовжують до Бугульми, а в 1914 до станції Чишми. 
В 1898 відкрито вузькоколійну залізницю до Сергиївських Мінеральних Вод, будівництвом залізниці керував інженер М. Г. Гарін-Михайловський.
В 1930-ті здійснена глибинна реконструкція залізниці, проведено посилення колії, прокладання додаткових колій, отримано нові паровози серій Су, Эу, Эм, Эр, і пізніше потужніші вантажні ФД і пасажирські ИС.
В 1936 до складу залізниці входить дільниця Дьома — Ішимбаєво і приєднанні дільниці Сизрань — Кузнецьк і Сизрань — Інза.
В 1943 на залізниці було електрифіковано для приміських перевезень першу дільницю: Куйбишев — Безимянка. Термінова електрифікація цієї внутрішньоміської дільниці залізниці була викликана необхідністю підвезення великої кількості робочих на евакуйовані оборонні заводи (зокрема, авіаційні заводи №1 і №18), які розташовані за декілька кілометрів від станції Безимянка, тоді як житлового фонду там ще не було і розміщалися у центрі міста (в районі старої Самари). Незабаром для обслуговування електропоїздів побудовано моторвагонне депо «Безимянка» (на 1113-м кілометрі від Москви, за 5 км на схід станції Безимянка), і організовано два зупинних пункти електропоїздів: «П'ятилєтка» і «Заводська» (нині «Мирна») - у безпосередній близькості від вищезгаданих заводів. Електрифікація залізниці стала найважливішою подією для Куйбышева, тому нова вулиця міста, що простяглася уздовж залізничної лінії від моторвагонного депо «Безимянка» у бік селища Смишляєвка , отримала назву Електрифицированна (пізніше, в 1980-х, перейменовано на вулицю Литвинова — на честь одного з директорів куйбишевського заводу «Прогресс»).

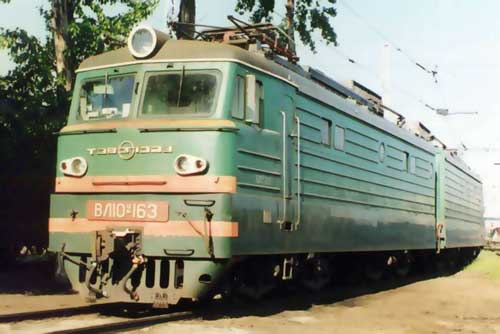
Електровоз ВЛ10^{У}-163 в депо Самара Куйбишевської залізниці

В 1944 завершено будівництво Волзької рокади: Іловля — Саратов — Сизрань — Свиязьк. Частина Волзької рокади від Громово до Цильни наразі належить до Куйбишевської залізниці.
В 1953—1954 електрифіковано на постійному струмі дільницю Дьома — Кропачево. До кінця 1958 електрифікуєтся дільниця Похвистнево — Куйбишев — Сизрань — Інза. Населені пункти, які перебувають неподалік залізниці, вперше отримували електроенергію саме від ліній, що живлять тягові підстанції.
Залізниця нагороджена Орденом Леніна (1971).

## Опис
Залізниця межує з Московською, Горьківською, Приволзькою, Південно-Східною і Південно-Уральською залізницями. Загальна довжина колії — 11 502,5 км, у тому числі головних 7 234,8 км. Управління залізниці в Самарі.
Залізнична мережа Куйбишевської залізниці є двома майже паралельними лініями, які прямують із заходу на схід: Кустарьовка — Інза — Ульяновськ і Рязьк — Самара, які на станції Чишми з'єднуються, створюючи двоколійну лінію, яка закінчуюється біля відрогів Уральських гір. Дві інші лінії залізниці Рузаеївка — Пенза — Ртищево і Ульяновськ — Сизрань — Саратов прямують з півночі на південь. Межі залізниці на цих лініях: Громово (Саратов — Сизрань), Кривозеровка (Пенза — Ртищево). Основні вузлові станції залізниці: Пенза, Сизрань, Октябрськ, Самара, Дьома, Кинель.
До складу залізниці входять п'ять відділень: Пензенське, Самарське, Башкирське (Уфа), Ульяновське, а також представництво залізниці в Татарстані (Нижньокамськ, Набережні Челни).
Залізниця обслуговує найбільші автомобільні заводи в Ульяновську, Набережних Челнах і Тольятті. Крім того залізниця обслуговує найбільші нафтопереробні заводи, заводи хімічної промисловості і оборонні підприємства.
За 2005 на Куйбишевської залізниці було завантаженноо 889 тис. т вантажів (97 500 контейнерів), що на 15,5 % перевищила показник попереднього року.
До складу залізниці входять локомотивні депо Моршанськ, Самара, Кинель, Октябрськ, Сизрань, Пенза, Дьома. Ульяновск